# Fakhrigah

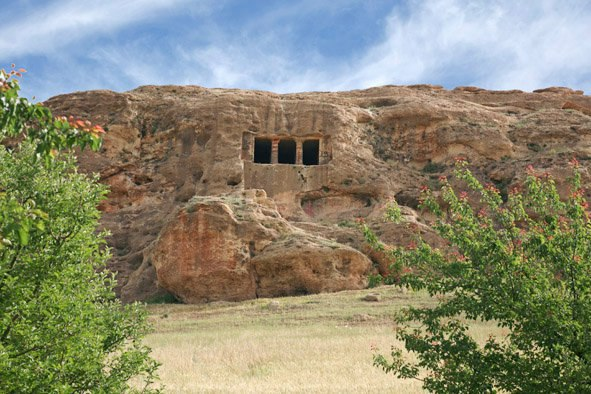

Fakhrigah (Persiska: فقرگاه/فخرگاه; Svenska: Kejsarens krypta) ligger nära Tash Tepe ås (söder om Urmiasjön i provinsen Västazarbaijan) i ett område som heter Fakhrigah. Tydligen är det en gravplats som tillhör en medisk prins.